# 中国共产党第七届中央委员会第七次全体会议
中国共产党第七届中央委员会第七次全体会议，又称中共七届七中全会，是指中国共产党在1956年8月22日、9月8日、9月13日在北京召开的全体会议。
出席会议的有中央委员44人、候补中央委员23人。会议主要讨论中国共产党第八次全国代表大会日程安排、代表人选和第二个五年计划讨论。全会决定递补王首道、邓颖超、陈少敏为第七届中央委员。确定了八届中央委员的候选人名单，决定八届中央委员名额为170人。